# Montagnol
Montagnol település Franciaországban, Aveyron megyében. Lakosainak száma 147 fő (2022. január 1.). Montagnol Fayet, Marnhagues-et-Latour, Fondamente, Saint-Félix-de-Sorgues, Sylvanès, Tauriac-de-Camarès és Ceilhes-et-Rocozels községekkel határos.

## Népesség
A település népessége az elmúlt években az alábbi módon változott:
| Lakosok száma | 241  | 191  | 172  | 156  | 130  | 125  | 133  | 138  | 141  | 147  |
|               | 1968 | 1982 | 1990 | 2006 | 2013 | 2015 | 2017 | 2019 | 2020 | 2022 |